# نجاتی صدقی
نجاتی صدقی با نام کامل: محمد نجاتی بن بکر صدقی آلای امینی (عربی: محمد نجاتي صدقي؛ ۱۹۰۵ – ۱۹۷۹ (۷۳−۷۴ سال)) نویسنده و فعال ملی فلسطینی، یکی از مهم‌ترین و برجسته‌ترین فعالان جنبش چپ (مارکسیستی) در دنیای عرب در آغاز این جنبش بود. نجاتی صدقی بخاطر سفرهای متعددش برای خدمت و کار در «راستان کومینترن» و فعالیت‌هایش با خالد بکداش رهبر تاریخی حزب کمونیست سوریه مشهور و شناخته شده می‌باشد. نجاتی صدقی تعداد زیادی کتاب از سرچشمه‌های ادب روسیه به زبان عربی ترجمه نموده‌است، کما اینکه تعداد زیادی کتاب در رابطه با نقد ادبی و همین‌طور تجربه‌های سیاسی خودش تألیف و نگارش کرده‌است.

## زندگی‌نامه

### تولد و شروع فعالیت
محمد نجاتی صدقی در ۱۵ مه ۱۹۰۵ در قدس متولد شد. پدر وی بکر صدقی یک معلم زبان ترکی بود که به موسیقی و تئاتر علاقه شدیدی داشت، مادر وی «نظیرة مراد مقدسیه» نام داشت. وی در مدرسه الصالحیه و بعد از آن در مدرسه الرشیدیه و بعد هم المامونیه و در نهایت در مکتب السلطانی در قدس به تعلیم و فراگیری علم و علوم پرداخت. سفرهای وی در سن ۱۴ سالگی زمانی که پدرش را در سفر به عربستان به همراه نیروهای سلطان فیصل که برای جنگ با وهابیون عازم عربستان بودند همراهی می‌کرد شروع گردید. وی به همراه پدرش بعد از این سفر به سوریه برگشت و بعد آن به قاهره رفت و از آنجا به فلسطین برگشت و در اداره پست و تلگرام تا اواخر سال ۱۹۲۴ مشغول کار شد. وی در زمانی که در این کار مشغول بود با جنبش کمونیستی (مارکسیستی) آشنا شد و به آن پیوست.

### فعالیتهای سیاسی و جنبش کمونیستی
حزب کمونیست فلسطین نجاتی صدقی را برای تحصیل در دانشگاه کوتف به مسکو اعزام کرد. وی بندر یافا در فلسطین را در ۱۶ سپتامبر ۱۹۲۵ ترک کرد و به مسکو رفت و سه سال در آنجا اقامت داشت، وی دانشنامه و تز خود را تحت عنوان جنبش ملی عربی از انقلاب فدراسیونی تا دوره جبهه ملی تدوین و ارائه نمود. وی بعد از آن در سال ۱۹۲۹ برای مشارکت در فعالیت‌های حزبی به فلسطین بازگشت.
وی به عنوان یک هیئت نمایندگی به همراه یک عضو یهودی حزب برای شرکت در کنفرانس اتحادیه‌های بین‌المللی در مسکو به آنجا سفر نمود. وی در هنگام بازگشت توسط ضداطلاعات بریتانیا دستگیر و تا سال ۱۹۳۲ در قلعه عکا در فلسطین زندانی گردید. وی در سال ۱۹۳۳ به حیفا منتقل گردید و از آنجا به توصیه کومینترن به پاریس نقل مکان نمود. در سپتامبر سال ۱۹۳۳ صدقی شروع به انتشار ماهنامه شرق عربی که به‌طور سری و مخفی در کشورهای عربی توزیع می‌گردید نمود. صدقی در این زمان اسم مستعار مصطفی العمری را برای خود انتخاب نموده بود. این ماهنامه تا سال ۱۹۳۶ که توسط رئیس دولت فرانسه لافال تعطیل گردید به‌طور مستمر منتشر می‌شد.
بعد از آن وی به مسکو فراخوانده شد و در آنجا وقتیکه با خالد بکداش دیدار کرد یک سری اختلافات بین این دو بر سر موضوع وحدت عربی بروز پیدا کرد، در آنجا نجات صدقی به عنوان نماینده شاخه فلسطینی حزب به ضرورت عمل انقلابی سمت و سودار، بعلاوه تلاش برای محقق کردن عدالت اجتماعی و تلاش برای محقق کردن وحدت کشورهای عربی معتقد بود، در حالیکه خالد بکداش به ضرورت محقق کردن مرام اشتراکی در هر کشور عربی به‌طور مستقل و قبل از محقق شدن وحدت کشورهای عربی معتقد بود.
نجاتی صدقی در سال ۱۹۳۶ به اسپانیا برای شرکت در تلاش‌های تبلیغاتی و ژورنالیستی جمهوری‌خواهان علیه فرانکو مسافرت نمود. وی در اسپانیا مسئول نوشتن بیانیه‌هایی بود برای پخش بین سربازان مغربی که همراه فرانکو برای جنگ با جمهوری‌خواهان به اسپانیا آمده بودند. وی بارها به میدان‌های نبرد شتافت تا این سربازان را مورد خطاب قرار بدهد. قرار بر این بود که وی یک رادیو در الجزایر به زبان عربی به اسم حزب کمونیست اسپانیا راه‌اندازی کند و کشور مراکش را پوشش بدهد اما به دلایل فنی اینکار امکانپذیر نشد.
نجاتی در سال ۱۹۳۷ به لبنان و از آنجا به دمشق منتقل گردید و درآنجا سازمان حزبی دمشق به وی سپرده شد. در این زمان روابط وی با خالد بکداش رو به بدتر شدن نهاد. نجاتی شروع به انتشار یک سلسله مقاله و داستان در مورد عربی که در اسپانیا می‌جنگید در روزنامه‌ها بدون اسم او نمود. بعد از مدتی این سلسله مقالات سرجمع گردید و در یک کتاب به نام خالد بکداش منتشر شد. در طول این مدت عضویت نجاتی در حزب به صورت انجماد درآمد و باعث جدایی نهایی وی از حزب در سال ۱۹۳۹ بعد از اینکه وی به معاهده عدم دشمنی امضا شده بین هیتلر و استالین در بیست و یکم ماه اوت سال ۱۹۳۹ تاخت و حمله کرد گردید.

## فعالیت ادبی و سالهای پایانی عمر
در سال ۱۹۴۰ نجاتی به قدس بازگشت و شروع به کار در ایستگاه رادیویی خاور نزدیک نمود، وی در این ایستگاه تا وقوع فاجعه سال ۱۹۴۸ به کار ادامه داد. در این سال این ایستگاه به قبرس منتقل گردید، نجاتی نیز همراه این ایستگاه به قبرس و به شهر لیماسول منتقل شد و تا سال ۱۹۵۰ در این شهر مستقر بود. بعد از آن وی به بیروت نقل مکان کرد و در آنجا مشغول کار در زمینه روزنامه‌نگاری و ادبیات و نوشتن متن‌های ادبی گردید.
این دوره زندگی نجاتی به کارهای ادبی او که منتشر کرد از بقیه دوره زندگی وی متمایز می‌گردد، علاوه بر این وی در این دوره در روزنامه‌های علنی نیز مشغول به کار بود. از کتاب‌ها و ترجمه‌های وی می‌توان از پوشکین منتشر شده در سال ۱۹۴۵ و تشیخوف در سال ۱۹۴۷ کما اینکه وی اقدام به ترجمه تعداد از کارهای ادبی روسی به عربی نمود، منجمله قصه‌هایی برگزیده از ادبیات روسی در سال ۱۹۵۰، نجاتی صدقی در سال ۱۹۴۰ یک کتاب تحت نام نازیسم و آداب و سنن اسلامی در همکاری آن در باطل کردن ادعاهای نازیسم منتشر نمود.
نجاتی علاوه بر این تعدادی قصه کوتاه نیز نگارش نمود که بعضی از آن‌ها در دو مجله الرساله و الکتاب در سال ۱۹۴۶ منتشر گردید، مشهورترین قصه کوتاه وی خواهران غمگین نام داشت.

## زندگی شخصی
نجاتی صدقی با خانمی اوکراینی به نام لوتکا (زاده: ۱۹۰۵ – درگذشته: ۲۰۰۰) ازدواج نمود که حاصل این ازدواج دو دختر و یک پسر به نام‌های دولت، هند و سعید بود. نجاتی صدقی در سال ۱۹۷۶ به آتن که دخترش در آنجا ساکن بود نقل مکان کرد. وی در ۱۷ نوامبر ۱۹۷۹ درگذشت.
در سال ۲۰۰۰ یادداشت‌ها و دست نوشته‌ها و خاطرات نجاتی صدقی توسط حنا ابو حنا سرجمع و توسط مؤسسه الدارسات فلسطینی چاپ و منتشر گردید.